# 阿里武尼馬穆區
阿里武尼馬穆區，是馬達加斯加的行政區，位於該國中部，由伊達西區負責管轄，首府設於阿里武尼馬穆，面積1,627平方公里，2011年人口288,931，人口密度每平方公里178人。